# Temporada de Fórmula 3000 de 1995
A Temporada de Fórmula 3000 de 1995 foi a décima primeira da história da categoria. O campeão foi o italiano Vincenzo Sospiri, da equipe Super Nova.
Esta temporada foi marcada pela trágica morte do brasileiro Marco Campos na última prova, em Magny-Cours, após bater no carro do novato italiano Thomas Biagi na última volta. Além da etapa francesa, outras sete corridas foram disputadas entre 7 de maio e 24 de setembro.

## Equipes e pilotos
| Equipe                 | Chassis | Motor         | No. | Piloto               | Rodadas  |
| ---------------------- | ------- | ------------- | --- | -------------------- | -------- |
| DAMS                   | Reynard | Ford Cosworth | 1   | Guillaume Gomez      | Todas    |
| DAMS                   | Reynard | Ford Cosworth | 2   | Tarso Marques        | Todas    |
| Paul Stewart Racing    | Reynard | Ford Cosworth | 3   | Didier Cottaz        | Todas    |
| Paul Stewart Racing    | Reynard | Ford Cosworth | 4   | Allan McNish         | Todas    |
| Apomatox               | Reynard | Ford Cosworth | 5   | Emmanuel Clérico     | Todas    |
| Apomatox               | Reynard | Ford Cosworth | 6   | Jean-Philippe Belloc | Todas    |
| Super Nova Racing      | Reynard | Ford Cosworth | 7   | Ricardo Rosset       | Todas    |
| Super Nova Racing      | Reynard | Ford Cosworth | 8   | Vincenzo Sospiri     | Todas    |
| Mythos Racing          | Reynard | Zytek-Judd    | 9   | Fabrizio de Simone   | Todas    |
| Mythos Racing          | Reynard | Zytek-Judd    | 10  | Christophe Tinseau   | Todas    |
| Nordic Racing          | Lola    | Ford Cosworth | 11  | Stephen Watson       | Todas    |
| Nordic Racing          | Lola    | Ford Cosworth | 12  | Marc Goossens        | Todas    |
| Madgwick International | Reynard | Zytek-Judd    | 14  | Marcos Gueiros       | Todas    |
| Madgwick International | Reynard | Zytek-Judd    | 15  | Kenny Bräck          | Todas    |
| Vortex Motorsport      | Reynard | Ford Cosworth | 16  | Jan Lammers          | 1-3      |
| Vortex Motorsport      | Reynard | Ford Cosworth | 16  | Wim Eyckmans         | 5        |
| Vortex Motorsport      | Reynard | Ford Cosworth | 16  | James Taylor         | 6-8      |
| Vortex Motorsport      | Reynard | Ford Cosworth | 17  | Hans Fertl           | 3, 5     |
| Vortex Motorsport      | Reynard | Ford Cosworth | 17  | Stefan De Groodt     | 6, 8     |
| Danielson              | Reynard | Ford Cosworth | 18  | Jérôme Policand      | 1-3, 5-8 |
| Danielson              | Lola    | Ford Cosworth | 18  | Jérôme Policand      | 4        |
| Danielson              | Lola    | Ford Cosworth | 19  | Christophe Bouchut   | 3-8      |
| Danielson              | Reynard | Ford Cosworth | 19  | Christophe Bouchut   | 1-2      |
| Durango Equipe         | Reynard | Ford Cosworth | 20  | Gary Formato         | Todas    |
| Durango Equipe         | Reynard | Ford Cosworth | 21  | Christian Pescatori  | Todas    |
| Omegaland              | Reynard | Zytek-Judd    | 22  | Gareth Rees          | 1-4      |
| Omegaland              | Reynard | Zytek-Judd    | 22  | Peter Olsson         | 7-8      |
| Omegaland              | Reynard | Zytek-Judd    | 23  | Dino Morelli         | 1-2      |
| Omegaland              | Reynard | Zytek-Judd    | 23  | Severino Nardozzi    | 4-8      |
| Gosselin Competition   | Reynard | Ford Cosworth | 24  | Alain Filhol         | 1-3      |
| Gosselin Competition   | Reynard | Ford Cosworth | 24  | Peter Olsson         | 4-5      |
| Gosselin Competition   | Reynard | Ford Cosworth | 24  | Marc Rostan          | 7-8      |
| Gosselin Competition   | Reynard | Ford Cosworth | 25  | Claude-Yves Gosselin | 1-5, 8   |
| Auto Sport Racing      | Reynard | Ford Cosworth | 26  | Naoki Hattori        | 6-7      |
| Auto Sport Racing      | Reynard | Ford Cosworth | 26  | Thomas Biagi         | 8        |
| Draco Engineering      | Lola    | Ford Cosworth | 27  | Marco Campos         | Todas    |
| Team Astromega         | Reynard | Zytek-Judd    | 28  | Mikke Van Hool       | Todas    |
| Racing Wim Eyckmans    | Reynard | Ford Cosworth | 29  | Wim Eyckmans         | 1-3      |

## Corridas
| Corrida | Pista             | País        | Dia da corrida | Voltas | Distância da corrida | Tempo de corrida | Velocidade média | Vencedor         | Pole-position   | Volta mais rápida |
| ------- | ----------------- | ----------- | -------------- | ------ | -------------------- | ---------------- | ---------------- | ---------------- | --------------- | ----------------- |
| 1       | Silverstone       | Reino Unido | 7 de maio      | 40     | 5.067=202.262 km     | 1'08:13.35       | 177.885 km/h     | Ricardo Rosset   | Ricardo Rosset  | Tarso Marques     |
| 2       | Montmeló          | Espanha     | 13 de maio     | 43     | 4.747=204.121 km     | 1'06:56.018      | 182.205 km/h     | Vincenzo Sospiri | Allan McNish    | Emmanuel Clérico  |
| 3       | Pau               | França      | 5 de junho     | 72     | 2.76=198.72 km       | 1'26:47.357      | 137.369 km/h     | Vincenzo Sospiri | Tarso Marques   | Emmanuel Clérico  |
| 4       | Pergusa-Enna      | Itália      | 23 de julho    | 40     | 4.95=198.00 km       | 1'02:15.387      | 190.824 km/h     | Ricardo Rosset   | Kenny Bräck     | Ricardo Rosset    |
| 5       | Hockenheim        | Alemanha    | 29 de julho    | 29     | 6.823=197.867 km     | 0'58:04.329      | 204.436 km/h     | Marc Goossens    | Guillaume Gomez | Ricardo Rosset    |
| 6       | Spa-Francorchamps | Bélgica     | 27 de agosto   | 28     | 6.974=195.272 km     | 0'59:03.485      | 198.386 km/h     | Vincenzo Sospiri | Allan McNish    | Guillaume Gomez   |
| 7       | Estoril           | Portugal    | 24 de setembro | 46     | 4.36=200.56 km       | 1'11:49.521      | 167.540 km/h     | Tarso Marques    | Tarso Marques   | Guillaume Gomez   |
| 8       | Magny-Cours       | França      | 15 de outubro  | 47     | 4.25=199.75 km       | 1'08:59.65       | 173.710 km/h     | Kenny Bräck      | Kenny Bräck     | Tarso Marques     |